# Anthony Epstein
Sir Michael Anthony Epstein CBE (* 18. Mai 1921 in London; † 6. Februar 2024) war ein britischer Virologe. 1964 entdeckte er zusammen mit seinen Mitarbeitern Yvonne Barr und Bert Achong in Zellkulturen von afrikanischen Burkitt-Lymphomen das später so benannte Epstein-Barr-Virus. Dies war der erste Nachweis eines Virus, das beim Menschen Krebs auslösen kann.

## Leben und Wirken
Epstein studierte an der St Paul’s School (London), am Trinity College der Universität Cambridge und an der Middlesex Hospital Medical School.
Er war von 1968 bis 1985 Professor für Pathologie an der University of Bristol und dabei bis 1983 Leiter der Abteilung.
1973 wurde ihm der Paul-Ehrlich-und-Ludwig-Darmstaedter-Preis verliehen. 1979 wurde er Fellow of the Royal Society of London. Von 1986 bis 1991 war er Vizepräsident der Royal Society. 1985 wurde er zum Commander of the British Empire ernannt und 1991 zum Ritter geschlagen. 1983 erhielt er die Leeuwenhoek-Medaille der Royal Society und 1988 einen Gairdner Foundation International Award. Seit 1989 war er Mitglied der Academia Europaea.
Am 6. Februar 2024 starb Anthony Epstein im Alter von 102 Jahren.

## Schriften (Auswahl)
- M. A. Epstein, B. G. Achong, Y. M. Barr: Virus Particles In Cultured Lymphoblasts From Burkitt’s Lymphoma. In: The Lancet. Band 1, Nummer 7335, März 1964, S. 702–703, ISSN 0140-6736. PMID 14107961.
- M. A. Epstein, G. Henle, B. G. Achong, Y. M. Barr: Morphological And Biological Studies On A Virus In Cultured Lymphoblasts From Burkitt’s Lymphoma. In: Journal of Experimental Medicine. Band 121, Mai 1965, S. 761–770, ISSN 0022-1007. PMID 14278230. PMC 2138004 (freier Volltext).
- A. Epstein: Burkitt lymphoma and the discovery of Epstein-Barr virus. In: British Journal of Haematology. Band 156, Nummer 6, März 2012, S. 777–779, ISSN 1365-2141. doi:10.1111/j.1365-2141.2011.09008.x. PMID 22233499.